# SYNABA
SYNABA – internetowa baza danych, zawierająca dane o pracach naukowo-badawczych i badawczo-rozwojowych, rozprawach doktorskich i habilitacyjnych oraz o ekspertyzach naukowych, wykonanych w polskich jednostkach naukowych i badawczo-rozwojowych.
Baza danych SYNABA jest dostępna na portalu Nauka Polska.
Udostępniane są dane wprowadzane do bazy od roku 1999. W roku 2012 baza danych zawierała ponad 100 tysięcy opisów.
Opis pracy zawiera:
- daty rozpoczęcia i zakończenia (przerwania)
- tytuł pracy
- informacje o kierowniku oraz innych autorach pracy
- informacje o jednostce, w której wykonano pracę
- informacje o jednostce zamawiającej pracę
- informacje o jednostce pierwszego wdrożenia efektów pracy
- krótką charakterystykę pracy
- słowa kluczowe związane z tematem wykonanej pracy
- ofertę wykorzystania efektów pracy
- opisy bibliograficzne publikacji, które powstały w wyniku realizacji pracy

## Udostępnianie danych
Korzystanie z serwisu – w wersji podstawowej – jest bezpłatne. Należy wypełnić formularz wyszukiwania na stronie portalu.
Odpłatnie można zamówić zestawy danych, spełniające bardziej złożone kryteria wyboru niż te, które są dostępne za pomocą formularzy na stronie internetowej.

## Gromadzenie danych
Zgodnie z obowiązującymi przepisami, wszyscy kierownicy placówek naukowych i badawczo-rozwojowych mają obowiązek przesyłania informacji o prowadzonych pracach badawczych, w tym doktorskich i habilitacyjnych.
Zalecany sposób przekazywania danych do serwisu SYNABA to przesyłanie droga elektroniczną, za pomocą specjalnego programu („program do wypełniania kart SYNABA”), który można pobrać ze strony portalu Nauka Polska.